# Turrisipho
Turrisipho là một chi ốc biển, là động vật thân mềm chân bụng sống ở biển trong họ Buccinidae.

## Các loài
Các loài trong chi Turrisipho gồm có:
- Turrisipho dalli (Friele in Tryon, 1881)[2]
- Turrisipho fenestratus (Turton, 1834)[3]
- Turrisipho lachesis (Mørch, 1869)[4]
- Turrisipho moebii (Dunker & Metzger, 1874)[5]
- Turrisipho undulatus (Friele in Tryon, 1881)[6]
- Turrisipho voeringi Bouchet & Warén, 1985[7]